# Stelle-Wittenwurth
Stelle-Wittenwurth – miejscowość i gmina w Niemczech, w kraju związkowym Szlezwik-Holsztyn, w powiecie Dithmarschen, wchodzi w skład urzędu Kirchspielslandgemeinde Heider Umland.